# Christine (1963/1974)
Christine ist ein deutscher Film der DEFA von Slatan Dudow aus dem Jahr 1963, der wegen des Todes des Regisseurs während der Dreharbeiten nicht fertiggestellt wurde. 2020/21 wurde der Film durch die DEFA-Stiftung als Fragment digital rekonstruiert.

## Handlung
Dieses Frauendrama aus der Zeit nach dem Zweiten Weltkrieg schildert das Leben einer jungen Landarbeiterin, die von mehreren Männern ausgenutzt wird, drei uneheliche Kinder zur Welt bringt und ihre berufliche Fortbildung vernachlässigt. Sie bewohnt in einem Gutshaus, mit zwei weiteren jungen Frauen, ein kleines Zimmer.
Den ersten Mann lernt sie auf dem Rummelplatz kennen, den Luftschaukelmitarbeiter Georgi. Der hat noch mehrere Freundinnen während des laufenden Gastspiels in dem kleinen Ort und Christine bekommt ein Kind von ihm. Sie nennt es Atze und lässt es im Heim, da sie sich nicht in der Lage sieht, sich um das Kind zu kümmern. Durch die Schwangerschaft war sie schon nicht mehr in der Lage, ihre bereits begonnene Qualifikation fortzuführen.
Der zweite Mann ist ein Wirtschaftsfunktionär, der im Volksgut zur Steigerung der Ergebnisse beitragen soll. Christine verliebt sich in ihn, aber sie weiß nicht, dass Eugen verheiratet ist und zwei Kinder hat. Von ihm bekommt sie ein zweites Kind, wiederum einen Jungen und auch diesen lässt sie im Heim unterbringen.
Nun sind es gleich zwei Männer, die sich um Christine bemühen. Willibald, ein gläubiger Katholik, verlässt sie, nachdem er erfahren hat, dass sie schwanger ist. Er hat nur seine weitere Entwicklung zum Pfarrer im Sinn und dabei ist ein Kind nur hinderlich. Der umtriebige Hubi, zu dem sie erst keinen richtigen Kontakt finden kann, verspricht ihr aber die Hochzeit. Christine ist glücklich und bereitet alles vor. Einen Tag vor der Trauung lässt sich Hubi noch ihr Sparbuch geben, um die anfallenden Kosten bezahlen zu können. Mit diesem Geld flüchtet er dann aus der DDR und vor Christine nach Westberlin. Das Kind von Willibald ist ebenfalls ein Junge und bleibt auch im Heim. Christine unterbricht nun bereits zum dritten Mal ihre Weiterbildung.
Dann gibt es noch Nico, den Traktoristen. Der liebt Christine schon lange Zeit. Diese will aber nichts von ihm wissen, da er einmal beim Baden im betrunkenen Zustand über sie hergefallen ist. Nico hat aus Gründen der Ehrlichkeit, wie er zu sagen pflegt, eine Frau geheiratet, die von ihm ein Kind bekommt. Diese weiß von seiner „Ehrlichkeit“ ist aber doch sehr böse, als er bei der Frage nach dem möglichen Namen eines eventuell zu erwartenden Mädchens den Namen Christine nennt.
Der nächste Anlauf zur Qualifizierung kann also starten und Christine wird zur Fachschule delegiert. Um ihr die Probleme etwas abzunehmen, bekommt sie den Lehrer Heinz als Paten zur Seite gestellt. Dieser kümmert sich sehr rührend um sie und so entwickelt sich auch eine Liebesbeziehung. Da die junge Studentin in ihrem Gemeinschaftszimmer im Gutshaus keine Ruhe zum Lernen findet, besorgt ihr Heinz eine 2½-Zimmerwohnung. Alles sieht so aus, als würde sich dieses Mal alles zum Guten entwickeln. Leider ist nun Heinz dran, seine lange erwartete Weiterbildung für 12 Monate anzutreten. Christine bekommt wieder ein Kind, diesmal von Heinz und wieder einen Jungen. Da sie bei einem Besuch im Kinderheim sehen muss, dass ihre Jungen nichts mit ihrer Mutter anfangen können, entschließt sie sich, alle vier Kinder mit nach Hause zu nehmen.

## Produktion
Christine wurde in Schwarz-Weiß gedreht und konnte durch den Tod von Regisseur Slatan Dudow bei einem Autounfall nicht mehr beendet werden. Die Hauptdarstellerin Annette Woska wurde bei diesem Unfall schwer verletzt, lag viele Wochen im Koma und konnte deshalb für lange Zeit nicht filmen. Sie heiratete den Regisseur Dieter Roth und spielte später als Annette Roth noch in mehreren DEFA-Filmen. Am 15. Oktober 1974 erlebte der Film im Berliner Studiokino Camera, als nachvertonte Rohschnittfassung, seine Premiere. Deshalb ist in den ersten Minuten der Film ohne Ton, der auch über die gesamte Länge immer mal wieder ausfällt.

## Kritik
In der Süddeutschen Zeitung befand Wilhelm Roth, dass man kaum ermessen kann, was dem DDR-Film dadurch verlorenging, dass Dudow seine Christine damals nicht vollenden und zur Diskussion stellen konnte.
In der DDR-Wochenzeitung Sonntag war zu lesen, dass es kühn war, was Dudow machte, aus einer Frau, die anderswo asozial genannt worden wäre, eine Madonna zu formen und sich eindeutig auf ihre Seite zu stellen.